# Claude Sautet
Claude Sautet, född 23 februari 1924 i Montrouge, Hauts-de-Seine, död 22 juli 2000, var en fransk filmregissör och manusförfattare. Han utbildade sig vid IDHEC och slog igenom 1960 med gangsterfilmen Rån på öppen gata. Han kom därefter att utveckla en stil med mycket fokus på detaljer, noga utmejslade intriger och utvecklade roller, ofta skrivna tillsammans med manusförfattaren Jean-Loup Dabadie. På 1970-talet hade de en rad gemensamma framgångar, som Det bittra ljuva livet, Fall på eget grepp, César och Rosalie och Vänner emellan. I början av 1980-talet började Sautet att ändra i sitt arbetssätt för att inte bli fånge i sin egen stil. För sina två sista filmer, Ett vinterhjärta och Nelly och herr Arnaud, tilldelades han Césarpriset för bästa regi. Han mottog även Louis Delluc-priset två gånger, för Det bittra ljuva livet och Nelly och herr Arnaud.

## Filmlista
- Nous n'irons plus au bois (1951) – elevfilm
- Bonjour sourire (1955)
- Rån på öppen gata (1960)
- En svindlande affär (1964)
- Skjutgalen (1965)
- Det bittra ljuva livet (1970)
- Fall på eget grepp (1971)
- César och Rosalie (1972)
- Vänner emellan (1974)
- Mado (1976)
- Une histoire simple (1978)
- Rötägget (1980)
- Hovmästar'n! (1983)
- Quelques jours avec moi (1988)
- Ett vinterhjärta (1991)
- Nelly och herr Arnaud (1995)